# Sankt Albani kyrka (vikingatid)
Sankt Albani kyrka var ursprungligen en träkyrka, som låg öster om den nuvarande domkyrkan i Odense.
Kort tid efter dråpet på Knut den helige och hans bror Benedikt 1086, blev kyrkan 1095 ersatt av en treskeppig korskyrka av kalksten med stor krypta under koret. Efter Knuts kanonisering 1101 blev kyrkan invigd till honom och bytte namn till Sankt Knuts kyrka. Omkring år 1300 ersattes denna kyrka av den nuvarande.